# Środek parcia
Środek parcia – punkt na obiekcie, do którego przyłożona jest wypadkowa sił aerodynamicznych lub aerostatycznych, względem którego wypadkowy moment sił aerodynamicznych jest równy zero. Jego położenie zmienia się wraz ze zmianą kąta natarcia.